# Реформатська церква (Мукачево)
Реформатська церква (Мукачево) — кам’яна церква з високою дзвіницею, розташована в центрі м. Мукачево (Закарпатська обл., Україна).

## Архітектура
Реформатська церква (ще називають — Костел кальвіністів) є однією з найстаріших сакральних споруд міста. В архітектурному плані будівля має характерний для всіх реформатських церков вигляд та побудована в стилі пізнього бароко.  Над центральним входом височить чотирикутна вежа з невеликими арковими вікнами з боків. Портал костелу прикрашають колони й арки. На бічних стінах знаходяться вузькі аркові вікна та архітектурний декор. Остаточного вигляду храм набув у чехословацьку добу (початок XX ст.)

## Історія

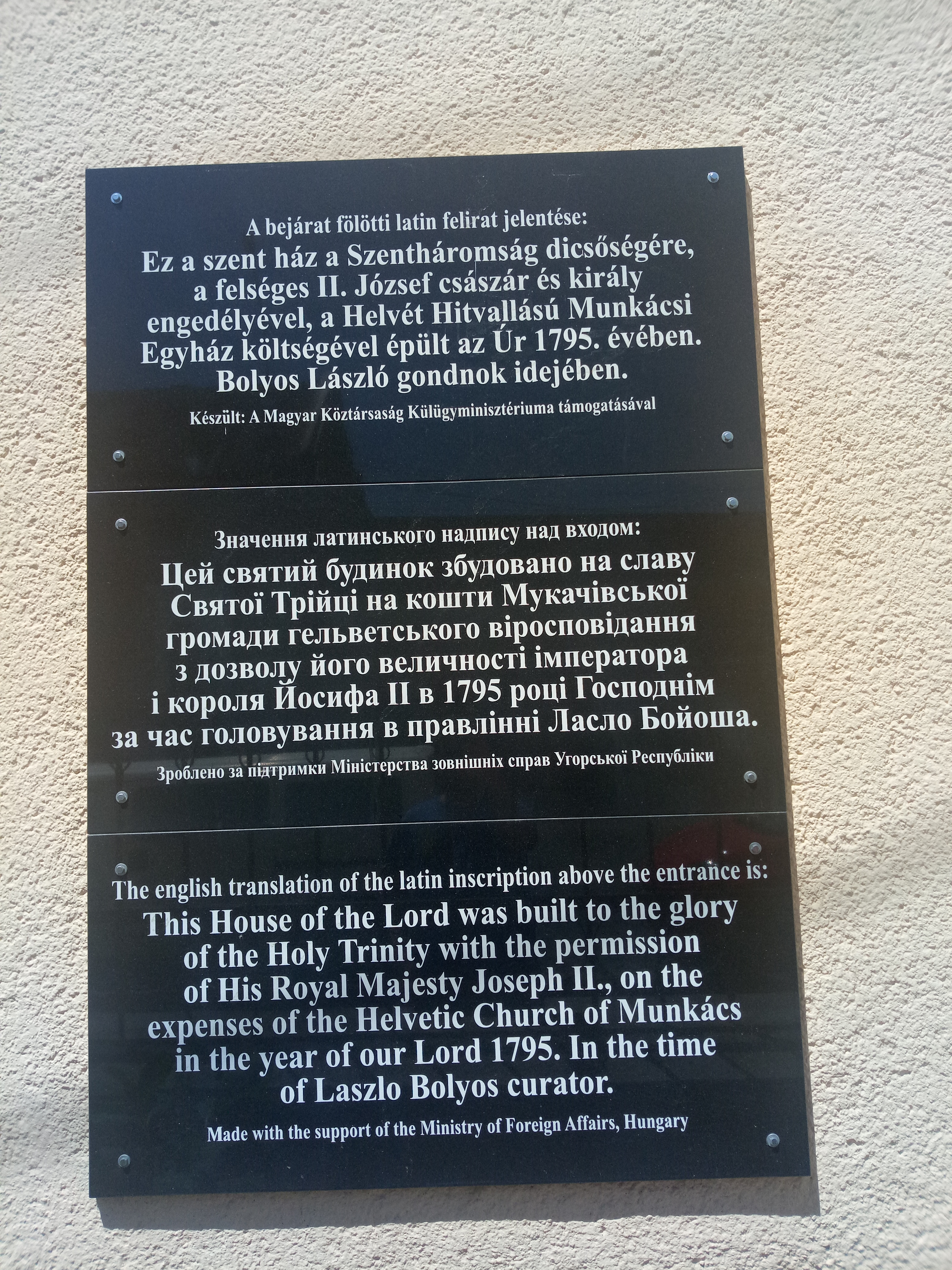
Пам'ятна дошка

Вперше у 1656 році на березі річки було зведено невелике приміщення де могли збиратися віряни. За кілька років поруч з ним побудували і дерев’яну церкву, яка згодом згоріла. У 1700- роках було побудовано ще одну церкву, але і вона швидко зруйнувалась.
Прихильникам реформатської віри молилися у полях або в інших непристосованих місцях. У 1777 році церкву, що стояла на березі річки все ж відбудували. Її зробили більшою та міцнішою. Але навіть це не допомогло. Часті повені руйнували церкву.
На кінець XVIII століття імператор Йосиф ІІ вирішив будувати новий храм. Місце обрали майже в центрі (зараз це вулиця Духновича), а на будівництво не шкодували грошей. Красива кам’яна церква з високою дзвіницею була споруджена 1798 року. За іншими даними церква побудована 1790 -1814 роки).
Для урочистого відкриття нової будівлі на дзвіницю витягнули гармату і оповістили містянам про урочисте відкриття гучним пострілом. І тієї ж ночі частина дзвіниці завалилась, очевидно не витримавши вібрації від гармати. Ось так, новий храм жодного дня не служив за призначенням і знову потребував реконструкції. Тільки через 16 років церкву відбудували.
На початку XIX століття церковна громада придбала кілька будівель поблизу храму де розмістили канцелярію, господарські приміщення та інше. Пізніше один з вірників, що повернувся в Мукачево з Америки виділив кошти на оновлення храму. В такому вигляді він дійшов і до наших часів.
Над входом у храм з боку вул. Духновича латиницею викарбувана історія зведення костелу. Значиться, що святиню збудовано на славу Святої Трійці коштом Мукачівської громади гельветського віросповідання з дозволу його величності імператора і короля Йосифа ІІ в 1795 році за час головування в правлінні Ласло Бойоша. Поруч, за підтримки МЗС Угорської республіки, розміщено відповідну інформаційну табличку.

## Особливості
Купол на вежі костелу вінчають не хрести, як на православних, греко та римокатолицьких храмах, а зірка та півень. Суть даної символіки зводиться до того, що в Новому завіті образ півня має символічне значення певної вирішальної межі. Згідно євангельського мотиву, півень стає емблемою святого Петра, знаком його покаяння. Адже святий Петро, згідно текстів Євангелія, тричі відрікся від Вчителя ще до того, як проспівали півні. В народі ж мовиться, що в основі образу півня в багатьох традиціях лежить його зв'язок із сонцем. Як і світило, півень відраховує час (звідси «перші півні», «до третіх півнів»). В деяких культурах півень стає символом воскресіння з мертвих, вічного відродження життя.